# يان غراهام (كاتب سيناريو)
يان غراهام (بالإنجليزية: Ian Maxtone-Graham)‏ (و. 1959  م) هو كاتب سيناريو، ومنتج أفلام أمريكي، ولد في نيويورك.

## التعليم
تعلم في جامعة براون
.

## جوائز
حصل على جوائز منها:
- جائزة آني
- جائزة الإيمي برايم تايم

## وصلات خارجية
- يان غراهام على موقع IMDb (الإنجليزية)
- يان غراهام على موقع ألو سيني (الفرنسية)
- يان غراهام على موقع ميوزك برينز (الإنجليزية)
- يان غراهام على موقع أول موفي (الإنجليزية)
- يان غراهام على موقع قاعدة بيانات الأفلام السويدية (السويدية)
- يان غراهام على موقع ديسكوغز (الإنجليزية)
- يان غراهام على موقع قاعدة بيانات الفيلم (الإنجليزية)
- يان غراهام على موقع كينوبويسك (الروسية)